# Пероль-ан-Прованс
Пероль-ан-Прованс или Пейронс-ан-Прованс (фр. Peyrolles-en-Provence) — коммуна на юго-востоке Франции в регионе Прованс — Альпы — Лазурный Берег, департамент Буш-дю-Рон, округ Экс-ан-Прованс, кантон Тре.
Площадь коммуны — 34,9 км², население — 4240 человек (2006) с выраженной тенденцией к росту: 4751 человек (2012), плотность населения — 136,1 чел/км².

## Население
Население коммуны в 2011 году составляло 4717 человек, а в 2012 году — 4751 человек.
| 1962 | 1968 | 1975 | 1982 | 1990 | 1999 | 2006 | 2007 | 2011 | 2012 |
| ---- | ---- | ---- | ---- | ---- | ---- | ---- | ---- | ---- | ---- |
| 2003 | 2249 | 2297 | 2560 | 2918 | 3914 | 4240 | 4286 | 4717 | 4751 |

Динамика населения:

## Экономика
В 2010 году из 3043 человек трудоспособного возраста (от 15 до 64 лет) 2272 были экономически активными, 771 — неактивными (показатель активности 74,7%, в 1999 году — 71,3%). Из 2272 активных трудоспособных жителей работали 1991 человек (1062 мужчины и 929 женщин), 281 числились безработными (134 мужчины и 147 женщин). Среди 771 трудоспособных неактивных граждан 284 были учениками либо студентами, 235 — пенсионерами, а ещё 252 — были неактивны в силу других причин.
На протяжении 2010 года в коммуне числилось 1757 облагаемых налогом домохозяйств, в которых проживало 4771,0 человек. При этом медиана доходов составила 18 тысяч 900 евро на одного налогоплательщика.